# 望牛墩镇
望牛墩镇，是中国广东省东莞市下辖的一个镇，位于东莞市西部。面积31.57平方公里，户籍人口约4.46万人，总人口约9.08万人。望牛墩镇下辖1个社区和21个村。鎮人民政府駐金牛路1號。

## 行政区划
望牛墩镇下辖以下地区：
望牛墩社区、李屋村、望东村、扶涌村、赤滘村、五涌村、下漕村、上合村、聚龙江村、望联村、洲湾村、洲涡村、寮厦村、官桥涌村、芙蓉沙村、杜屋村、横沥村、福安村、官洲村、石排村、朱平沙村和锦涡村。

## 人口
截至2020年末，第七次全国人口普查望牛墩鎮常住人口8.63萬人。